# Боб Феллер
Боб Феллер (Роберт Вільям Ендрю Феллер) (англ. Bob Feller; 3 листопада 1918, Ван-Метер, штат Айова — 15 грудня 2010) — американський бейсболіст.

## Біографія
Боб Феллер знаменитий своєю видатною здатністю бейсболіста кидати м'ячі на високій швидкості. Починаючи з 1936 року, Феллер протягом 18 сезонів грав за команду «Клівленд Айова». Шість разів на американській лізі він лідирував за кількістю перемог, вигравши 266 ігор. Великий бейсболіст подавав правою рукою, провів три гри внічию. У біографії Броба Феллер 7 сезонів гравець лідирував по страйк-аутам. У 1962 році вибраний до Національного бейсбольного Залу слави.